# Querrien
Querrien är en kommun i departementet Finistère i regionen Bretagne i västra Frankrike. Kommunen ligger i kantonen Scaër som tillhör arrondissementet Quimper. År 2022 hade Querrien 1 654 invånare.

## Befolkningsutveckling
Antalet invånare i kommunen Querrien
Referens:INSEE